# Sicyos longisepalus
Sicyos longisepalus är en gurkväxtart som beskrevs av Célestin Alfred Cogniaux och J. D. Smith. Sicyos longisepalus ingår i släktet hårgurkor, och familjen gurkväxter. Inga underarter finns listade i Catalogue of Life.